# Legnicka bomba

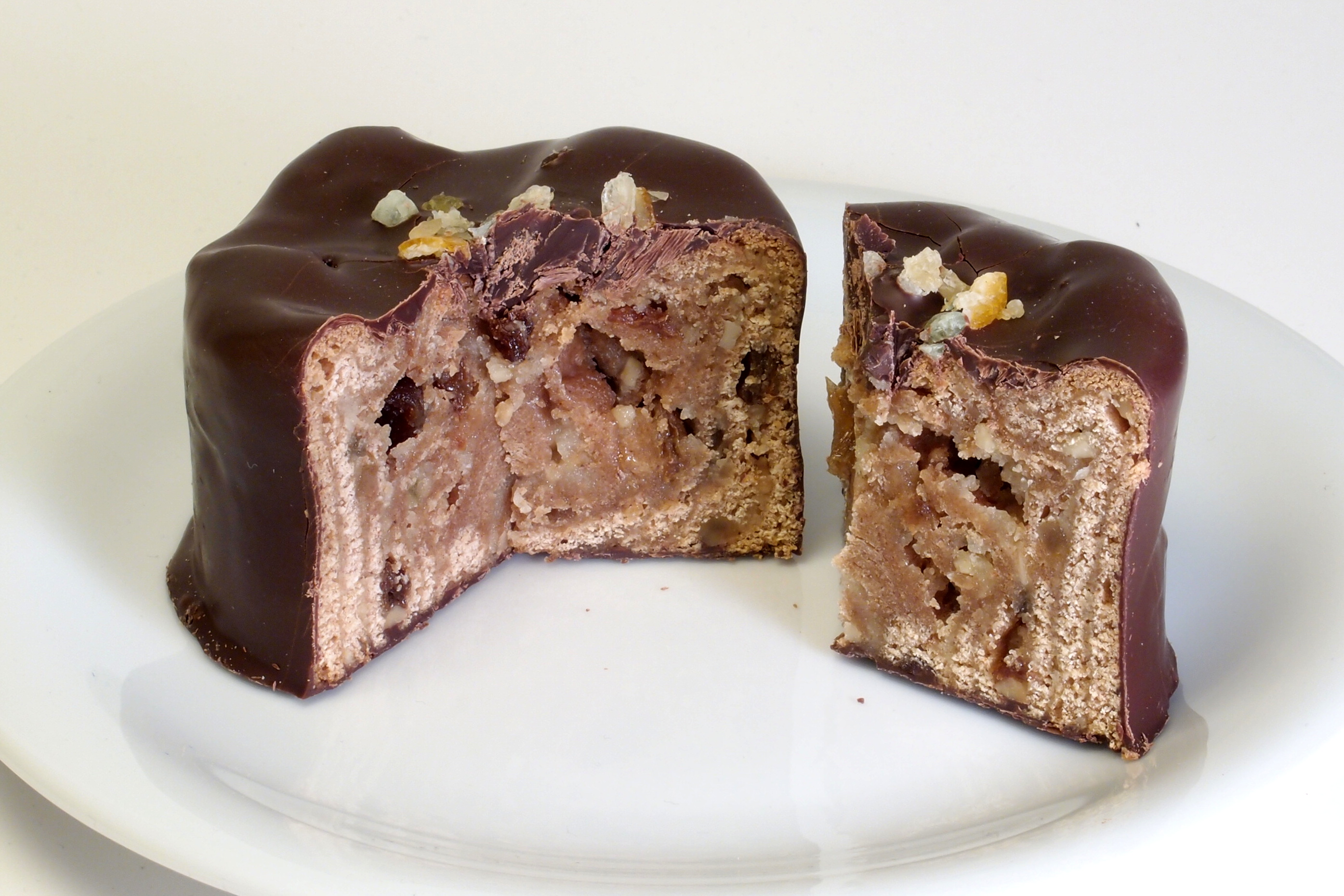
Widok w przekroju

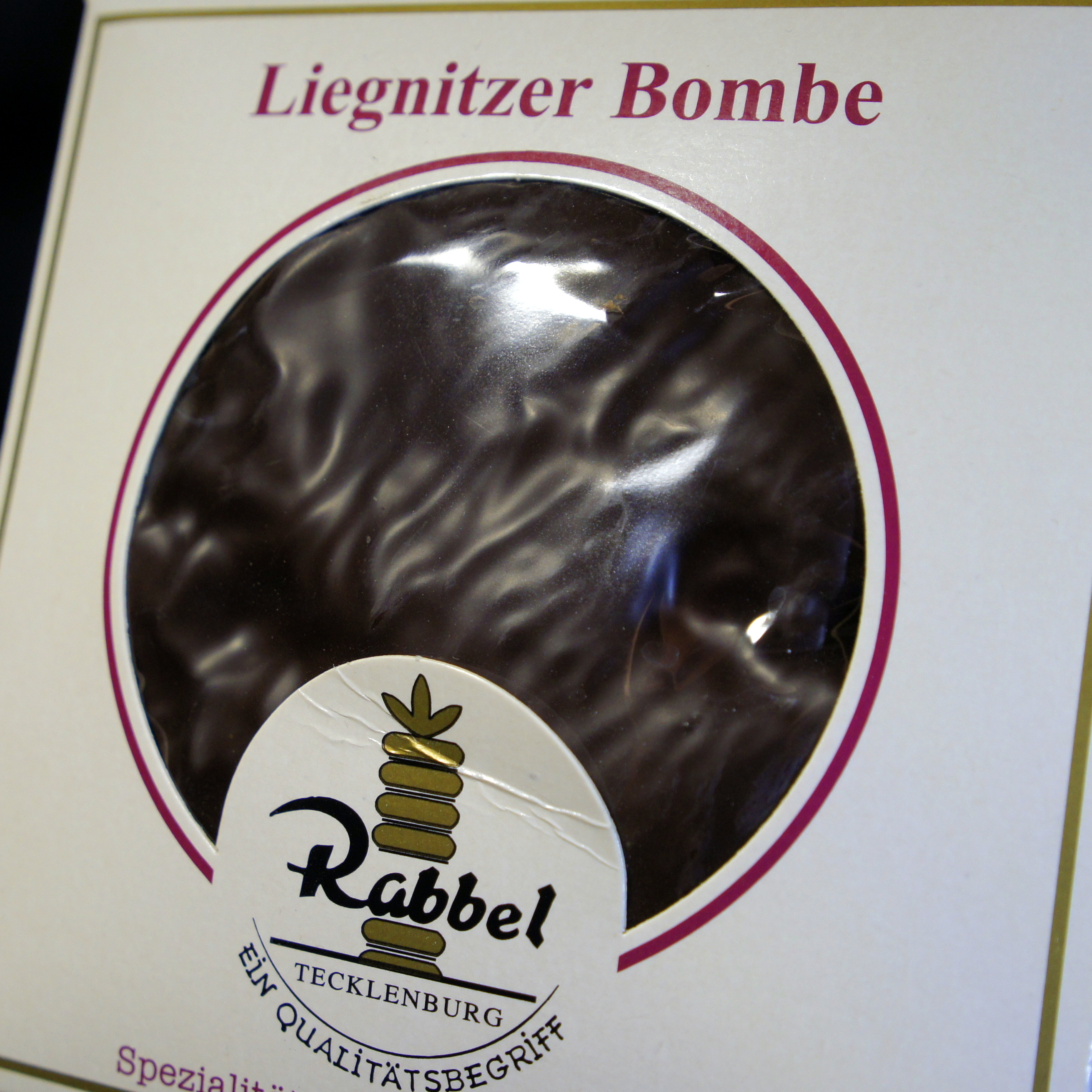
Opakowanie bomby

Legnicka bomba (niem. Liegnitzer Bombe) – rodzaj piernikowych ciastek w polewie czekoladowej, charakterystycznych dla Legnicy. Nazwa pochodzi prawdopodobnie od kształtu wypieków.
Po raz pierwszy ciastka upiekli bracia Müller w 1853 i początkowo przygotowywano je na Boże Narodzenie. Z czasem bomby produkowały trzy legnickie przedsiębiorstwa, w tym piekarnia Fiedlerów (po 1945 działająca w Gerolzhofen), która w 1919 wykupiła zakład Müllerów. Bomby wytwarzała też firma Fritza Rahnenführera (od 1950 w Herfordzie) i zakład Erharda Pohla, od 1950 działający w Berlinie.
W 1945 przepis wywieźli ze sobą Niemcy i był on zastrzeżony. Recepturę, po okresie zastrzeżenia ujawnił m.in. na Targach Chleba w Jaworze Juergen Gretschel, przewodniczący mniejszości niemieckiej na terenie Legnicy. Obecnie popularność bomb rośnie, choć po 1945 nie były one znane nawet dla części legniczan. Znane są też na terenie Niemiec.
Legnickie bomby są wypiekiem wysokokalorycznym, zawierają miód, cukier, czekoladę, migdały i bakalie. Typowymi nadzieniami są: marcepan, skórka pomarańczowa, cytrynowa i owoce, przede wszystkim porzeczki.